# Ricardo Souza Silva
Ricardo Souza Silva (født 26. november 1975) er en tidligere brasiliansk fodboldspiller.